# Droßkau
Droßkau ist ein Ortsteil der Stadt Groitzsch im sächsischen Landkreis Leipzig in Deutschland.

## Geografie

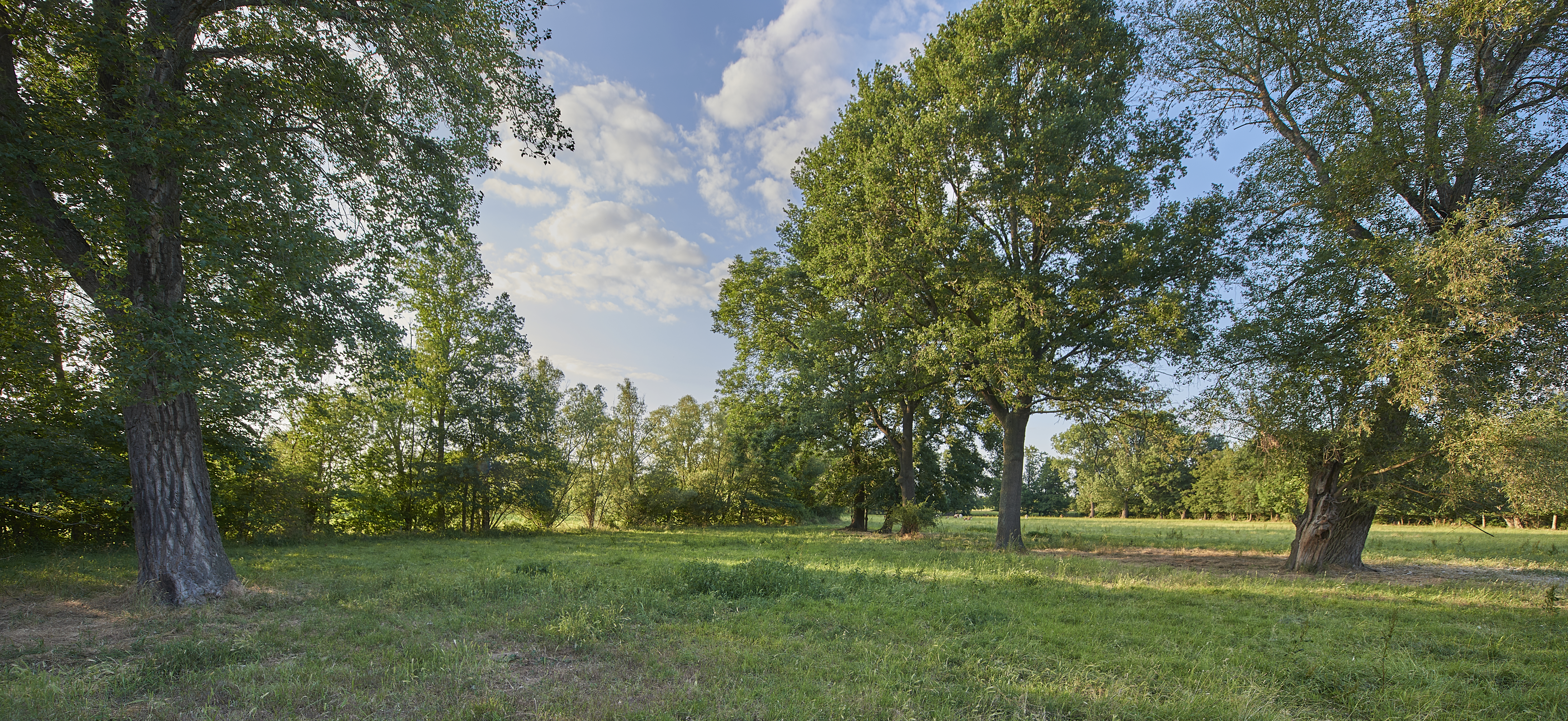
Im Landschaftsschutzgebiet Schnauderaue westlich von Droßkau

Droßkau liegt in der Leipziger Tieflandsbucht südöstlich von Groitzsch. Nördlich des Orts verläuft die Bundesstraße 176, im Nordosten liegt der Großstolpener See, ein ehemaliges Tagebaurestloch. Droßkau befindet sich im Mitteldeutschen Braunkohlerevier westlich des Landschaftsschutzgebietes Schnauderaue, der naturschutzrechtlich geschützten Aue der Schnauder. Das Gebiet südwestlich von Droßkau wurde zwischen 1974 und 1991 durch den Tagebau Groitzscher Dreieck zerstört. In dem Restloch entstand der Groitzscher See. Südöstlich des Orts ist seit 1949 der Tagebau Schleenhain in Betrieb, der seit 1994/95 als Tagebau Vereinigtes Schleenhain weiterbetrieben wird. Das nördlich des Tagebaus Groitzscher Dreieck verbliebene Abbaufeld soll nach 2025 als Teil des Tagebaus Vereinigtes Schleenhain wieder aufgefahren werden. Die Planungen des „Baufelds Groitzscher Dreieck“ beziehen teilweise auch die Ortslage des Nachbarorts Obertitz mit ein.

## Geschichte
Das Sackgassendorf Droßkau wurde 1181 als „Drosecowe“ erwähnt. Zwischen 1460 und 1856 lag Der Ort im kursächsischen bzw. königlich-sächsischen Amt Pegau. Ab 1856 gehörte der Ort zum Gerichtsamt Pegau und ab 1875 zur Amtshauptmannschaft Borna.
Am 1. Oktober 1948 wurde Obertitz nach Droßkau eingemeindet, das im Jahr 1952 dem Kreis Borna im Bezirk Leipzig zugeordnet wurde. Die Gemeinde Droßkau mit ihren zwei Ortsteilen wurde am 1. April 1966 nach Großstolpen eingemeindet. Die Gemeinde Großstolpen gehörte seit 1990 zum sächsischen Landkreis Borna, der 1994 im Landkreis Leipziger Land aufging. Durch die am 1. Januar 1996 erfolgte Eingemeindung von Großstolpen nach Groitzsch wurde Droßkau ein Ortsteil der Stadt Groitzsch.
Der seit 1949 aktive Tagebau Schleenhain devastierte zwischen 1971 und 1975 den Bereich südöstlich von Droßkau. Das Gebiet südwestlich des Orts wurde zwischen 1974 und 1991 durch den Tagebau Groitzscher Dreieck zerstört. Dessen verbliebenes Abbaufeld soll ab 2025 als „Abbaufeld Groitzscher Dreieck“ des Tagebaus Vereinigtes Schleenhain wieder aufgefahren werden. Dabei wurde die Ortslage Obertitz als „Vorbehaltsgebiet“ ausgewiesen.